# Ixil
Ixil – rdzenna ludność Majów, w Gwatemali. Ich populację szacuje się na 102 tys. osób. Posługują się rodzimym językiem ixil. Większość mieszkańców Ixil mieszka w trzech gminach departamentu Quiché, które zdobyły sobie nazwę „Trójkąt Ixil”. Obszar ten leży w górzystych regionach północnej Gwatemali.
Podczas długiej i brutalnej wojny domowej w Gwatemali niektóre grupy tubylcze oraz ich regiony i gminy były bardziej atakowane przez armię gwatemalską niż inne. Z powodu bliskości ich wiosek do podejrzanych buntowników i grup powstańczych ukrywających się w górach, ludność Ixil była jedną z tych grup docelowych. W 2013 r. generał Efraín Ríos Montt, który był prezydentem Gwatemali w latach 1982–1983, został uznany za winnego ludobójstwa przeciwko ludowi Ixil.
Po wojnie domowej ich głównym źródłem utrzymania stała się uprawa kawy. 